# Giro d'Italia 1989
Il Giro d'Italia 1989, settantaduesima edizione della "Corsa Rosa", si svolse in ventidue tappe dal 21 maggio all'11 giugno 1989, per un percorso totale di 3 266 km. Fu vinto da Laurent Fignon.
In questa edizione del Giro fu introdotta la maglia azzurra per identificare il leader della classifica dell'Intergiro (traguardi volanti posti a circa metà percorso di ciascuna tappa). Si ebbero anche i primi successi al Giro per Gianni Bugno e Mario Cipollini. La sedicesima tappa fu annullata per neve (si sarebbe dovuto scalare il Passo di Gavia, teatro l'anno precedente di una drammatica giornata a causa del maltempo).
Venne trasmesso in tv da Raiuno e in radio da Rai Radio1.

## Tappe
| Tappa  | Data      | Percorso                                                   | km    | Vincitore di tappa   | Leader cl. generale  |
| ------ | --------- | ---------------------------------------------------------- | ----- | -------------------- | -------------------- |
| 1ª     | 21 maggio | Taormina > Catania                                         | 123   | Jean-Paul van Poppel | Jean-Paul van Poppel |
| 2ª     | 22 maggio | Catania > Etna                                             | 132   | Acácio da Silva      | Acácio da Silva      |
| 3ª     | 23 maggio | Villafranca Tirrena > Messina (cron. a squadre)            | 32,5  | Ariostea             | Silvano Contini      |
| 4ª     | 24 maggio | Scilla > Cosenza                                           | 204   | Rolf Järmann         | Silvano Contini      |
| 5ª     | 25 maggio | Cosenza > Potenza                                          | 275   | Stefano Giuliani     | Silvano Contini      |
| 6ª     | 26 maggio | Potenza > Campobasso                                       | 223   | Stephan Joho         | Silvano Contini      |
| 7ª     | 27 maggio | Isernia > Roma                                             | 208   | Urs Freuler          | Silvano Contini      |
| 8ª     | 28 maggio | Roma > Gran Sasso d'Italia                                 | 179   | John Carlsen         | Erik Breukink        |
| 9ª     | 29 maggio | L'Aquila > Gubbio                                          | 221   | Bjarne Riis          | Acácio da Silva      |
| 10ª    | 30 maggio | Pesaro > Riccione (cron. individuale)                      | 36,8  | Lech Piasecki        | Erik Breukink        |
| 11ª    | 31 maggio | Riccione > Mantova                                         | 244   | Urs Freuler          | Erik Breukink        |
| 12ª    | 1º giugno | Mantova > Mira                                             | 148   | Mario Cipollini      | Erik Breukink        |
| 13ª    | 2 giugno  | Padova > Tre Cime di Lavaredo                              | 207   | Luis Herrera         | Erik Breukink        |
| 14ª    | 3 giugno  | Misurina > Corvara in Badia                                | 131   | Flavio Giupponi      | Laurent Fignon       |
| 15ª-1ª | 4 giugno  | Corvara in Badia > Trento                                  | 131   | Jean-Paul van Poppel | Laurent Fignon       |
| 15ª-2ª | 4 giugno  | Trento > Trento                                            | 83,2  | Lech Piasecki        | Laurent Fignon       |
| 16ª    | 5 giugno  | Trento > Santa Caterina Valfurva                           | -     | annullata            | Laurent Fignon       |
| 17ª    | 6 giugno  | Sondrio > Meda                                             | 137   | Phil Anderson        | Laurent Fignon       |
| 18ª    | 7 giugno  | Mendrisio (CHE) > Monte Generoso (CHE) (cron. individuale) | 10,7  | Luis Herrera         | Laurent Fignon       |
| 19ª    | 8 giugno  | Meda > Tortona                                             | 198   | Jesper Skibby        | Laurent Fignon       |
| 20ª    | 9 giugno  | Voghera > La Spezia                                        | 220   | Laurent Fignon       | Laurent Fignon       |
| 21ª    | 10 giugno | La Spezia > Prato                                          | 216   | Gianni Bugno         | Laurent Fignon       |
| 22ª    | 11 giugno | Prato > Firenze (cron. individuale)                        | 53,8  | Lech Piasecki        | Laurent Fignon       |
| Totale | Totale    | Totale                                                     | 3 266 |                      |                      |

## Squadre e corridori partecipanti
| N.      | Cod. | Squadra                   |
| ------- | ---- | ------------------------- |
| 1-9     | 7EL  | 7-Eleven-Wamasch          |
| 11-19   | ADR  | ADR-Santini               |
| 21-29   | ALF  | Alfa Lum-STM              |
| 31-39   | ATA  | Atala-Campagnolo          |
| 41-49   | CDC  | Café de Colombia          |
| 51-59   | CJR  | Caja Rural                |
| 61-69   | CAR  | Carrera-Vagabond          |
| 71-79   | ARI  | Ceramiche Ariostea        |
| 81-89   | DEL  | Del Tongo-Mele Val di Non |
| 91-99   | FAG  | Fagor-MBK                 |
| 101-109 | FRA  | Frank-Magniflex           |

| N.      | Cod. | Squadra                   |
| ------- | ---- | ------------------------- |
| 111-119 | GEW  | Gewiss-Bianchi            |
| 121-129 | HIT  | Hitachi-Zonca             |
| 131-139 | JOL  | Jolly Componibili-Club 88 |
| 141-149 | MAL  | Malvor-Sidi               |
| 151-159 | PAN  | Panasonic-Isostar         |
| 161-169 | PEP  | Pepsi Cola-Alba Cucine    |
| 171-179 | CHA  | Salotti Chateau d'Ax      |
| 181-189 | SEL  | Selca-Conti-Ciclolinea    |
| 191-199 | GIS  | Seur                      |
| 201-209 | U    | Super U-Raleigh-Fiat      |
| 211-219 | TVM  | TVM-Van Schilt            |

## Dettagli delle tappe

### 1ª tappa
- 21 maggio: Taormina > Catania – 123 km

Risultati
| Pos. | Squadra              | Squadra      | Tempo    |
| ---- | -------------------- | ------------ | -------- |
| 1    | Jean-Paul van Poppel | Panasonic    | 2h43'35" |
| 2    | Giovanni Fidanza     | Chateau d'Ax | s.t.     |
| 3    | Adriano Baffi        | Ariostea     | s.t.     |

| Pos. | Corridore            | Squadra      | Tempo    |
| ---- | -------------------- | ------------ | -------- |
| 1    | Jean-Paul van Poppel | Panasonic    | 2h43'35" |
| 2    | Giovanni Fidanza     | Chateau d'Ax | a 1"     |
| 3    | Adriano Baffi        | Ariostea     | a 2"     |

### 2ª tappa
- 22 maggio: Catania >  Etna – 132 km

Risultati
| Pos. | Corridore       | Squadra      | Tempo    |
| ---- | --------------- | ------------ | -------- |
| 1    | Acácio da Silva | Carrera      | 3h32'38" |
| 2    | Luis Herrera    | Café de Col. | s.t.     |
| 3    | Tony Rominger   | Chateau d'Ax | s.t.     |

| Pos. | Corridore       | Squadra      | Tempo    |
| ---- | --------------- | ------------ | -------- |
| 1    | Acácio da Silva | Carrera      | 6h15'53" |
| 2    | Luis Herrera    | Café de Col. | a 8"     |
| 3    | Tony Rominger   | Chateau d'Ax | a 12"    |

### 3ª tappa
- 23 maggio: Villafranca Tirrena > Messina – Cronometro a squadre – 32,5 km

Risultati
| Pos. | Squadra            | Tempo  |
| ---- | ------------------ | ------ |
| 1    | Ceramiche Ariostea | 37'00" |
| 2    | Malvor-Sidi        | a 16"  |
| 3    | Panasonic-Isostar  | a 24"  |

| Pos. | Corridore       | Squadra | Tempo    |
| ---- | --------------- | ------- | -------- |
| 1    | Silvano Contini | Malvor  | 6h53'33" |
| 2    | Acácio da Silva | Carrera | a 14"    |
| 3    | Flavio Giupponi | Malvor  | a 15"    |

### 4ª tappa
- 24 maggio: Scilla > Cosenza – 204 km

Risultati
| Pos. | Corridore       | Squadra  | Tempo    |
| ---- | --------------- | -------- | -------- |
| 1    | Rolf Järmann    | Frank    | 5h59'40" |
| 2    | Rolf Sørensen   | Ariostea | a 14"    |
| 3    | Acácio da Silva | Carrera  | s.t.     |

| Pos. | Corridore       | Squadra | Tempo      |
| ---- | --------------- | ------- | ---------- |
| 1    | Silvano Contini | Malvor  | 12h 53'27" |
| 2    | Acácio da Silva | Carrera | a 11"      |
| 3    | Flavio Giupponi | Malvor  | a 15"      |

Descrizione e riassunto
La quarta frazione, lasciata la Sicilia, si sviluppa interamente in Calabria con partenza da Scilla. A inizio tappa vi è subito un'asperità con la salita del Valico di Sant'Elia, primo dei due GPM di giornata, nel quale passa in testa l'italiano Fabrizio Nespoli della Jolly Componibili-Club 88, che subito dopo va in fuga, seguito dal sovietico Dmitrij Konyšev della Alfa Lum-STM, nella discesa che conduce a Palmi. Superate Gioia Tauro e Rosarno, percorso sale nuovamente alla volta di Vibo Valentia, per scendere successivamente nella piana di Sant'Eufemia dov'è posto il traguardo intergiro di Nicastro. Da qui inizia l'ascesa al secondo GMP del Passo di Aquabona, vinto dallo svizzero Tony Rominger della Salotti Chateau d'Ax. Superati gli abitanti di Decollatura e Rogliano, a 4 km dall'arrivo di Cosenza lo svizzero Rolf Järmann della Frank-Magniflex prova l'attacco decisivo, che gli consente di conquistare la vittoria di tappa con 14" di vantaggio sul danese Rolf Sørensen dell'Ariostea, che vince la volata del gruppo. L'italiano Silvano Contini della Malvor conserva la maglia rosa di leader della classifica generale.

### 5ª tappa
- 25 maggio: Cosenza > Potenza – 275 km

Risultati
| Pos. | Corridore          | Squadra   | Tempo    |
| ---- | ------------------ | --------- | -------- |
| 1    | Stefano Giuliani   | Jolly     | 8h20'49" |
| 2    | Maurizio Fondriest | Del Tongo | a 44"    |
| 3    | Phil Anderson      | TVM       | s.t.     |

| Pos. | Corridore       | Squadra | Tempo     |
| ---- | --------------- | ------- | --------- |
| 1    | Silvano Contini | Malvor  | 21h14'16" |
| 2    | Acácio da Silva | Carrera | a 11"     |
| 3    | Flavio Giupponi | Malvor  | a 15"     |

### 6ª tappa
- 26 maggio: Potenza > Campobasso – 223 km

Risultati
| Pos. | Corridore          | Squadra  | Tempo    |
| ---- | ------------------ | -------- | -------- |
| 1    | Stefan Joho        | Ariostea | 6h06'45" |
| 2    | Claudio Chiappucci | Carrera  | a 3'15"  |
| 3    | Ennio Salvador     | Gewiss   | a 3'19"  |

| Pos. | Corridore       | Squadra | Tempo     |
| ---- | --------------- | ------- | --------- |
| 1    | Silvano Contini | Malvor  | 27h25'05" |
| 2    | Acácio da Silva | Carrera | a 11"     |
| 3    | Flavio Giupponi | Malvor  | a 15"     |

### 7ª tappa
- 27 maggio: Isernia >  Roma – 208 km

Risultati
| Pos. | Corridore        | Squadra      | Tempo    |
| ---- | ---------------- | ------------ | -------- |
| 1    | Urs Freuler      | Panasonic    | 5h31'13" |
| 2    | Mario Cipollini  | Del Tongo    | s.t.     |
| 3    | Giovanni Fidanza | Chateau d'Ax | s.t.     |

| Pos. | Corridore       | Squadra | Tempo     |
| ---- | --------------- | ------- | --------- |
| 1    | Silvano Contini | Malvor  | 32h56'18" |
| 2    | Acácio da Silva | Carrera | a 11"     |
| 3    | Flavio Giupponi | Malvor  | a 15"     |

### 8ª tappa
- 28 maggio: Roma > Gran Sasso d'Italia – 179 km

Risultati
| Pos. | Corridore        | Squadra      | Tempo    |
| ---- | ---------------- | ------------ | -------- |
| 1    | John Carlsen     | Fagor        | 5h21'42" |
| 2    | Luis Herrera     | Café de Col. | a 29"    |
| 3    | Marino Lejarreta | Caja Rural   | s.t.     |

| Pos. | Corridore       | Squadra   | Tempo     |
| ---- | --------------- | --------- | --------- |
| 1    | Erik Breukink   | Panasonic | 38h18'50" |
| 2    | Acácio da Silva | Carrera   | a 1"      |
| 3    | Silvano Contini | Malvor    | a 12"     |

### 9ª tappa
- 29 maggio: L'Aquila > Gubbio – 221 km

Risultati
| Pos. | Corridore        | Squadra    | Tempo    |
| ---- | ---------------- | ---------- | -------- |
| 1    | Bjarne Riis      | Super U    | 6h00'15" |
| 2    | Dmitrij Konyšev  | Alfa Lum   | s.t.     |
| 3    | Enrico Galleschi | Pepsi Cola | s.t.     |

| Pos. | Corridore       | Squadra   | Tempo     |
| ---- | --------------- | --------- | --------- |
| 1    | Acácio da Silva | Carrera   | 44h19'28" |
| 2    | Erik Breukink   | Panasonic | a 4"      |
| 3    | Silvano Contini | Malvor    | a 16"     |

### 10ª tappa
- 30 maggio: Pesaro > Riccione– cronometro individuale – 36,8 km

Risultati
| Pos. | Corridore     | Squadra   | Tempo  |
| ---- | ------------- | --------- | ------ |
| 1    | Lech Piasecki | Malvor    | 48'26" |
| 2    | Erik Breukink | Panasonic | a 25"  |
| 3    | Stephen Roche | Fagor     | a 33"  |

| Pos. | Corridore      | Squadra   | Tempo     |
| ---- | -------------- | --------- | --------- |
| 1    | Erik Breukink  | Panasonic | 45h08'23" |
| 2    | Stephen Roche  | Fagor     | a 46"     |
| 3    | Laurent Fignon | Super U   | a 1'01"   |

### 11ª tappa
- 31 maggio: Riccione > Mantova – 244 km

Risultati
| Pos. | Corridore       | Squadra   | Tempo    |
| ---- | --------------- | --------- | -------- |
| 1    | Urs Freuler     | Panasonic | 6h19'28" |
| 2    | Mario Cipollini | Del Tongo | s.t.     |
| 3    | Adriano Baffi   | Ariostea  | s.t.     |

| Pos. | Corridore      | Squadra   | Tempo     |
| ---- | -------------- | --------- | --------- |
| 1    | Erik Breukink  | Panasonic | 51h27'59" |
| 2    | Stephen Roche  | Fagor     | a 46"     |
| 3    | Laurent Fignon | Super U   | a 1'01"   |

### 12ª tappa
- 1º giugno: Mantova > Mira – 148 km

Risultati
| Pos. | Corridore             | Squadra   | Tempo    |
| ---- | --------------------- | --------- | -------- |
| 1    | Mario Cipollini       | Del Tongo | 3h41'04" |
| 2    | José Rodríguez García | Seur      | s.t.     |
| 3    | Jean-Paul van Poppel  | Panasonic | s.t.     |

| Pos. | Corridore      | Squadra   | Tempo     |
| ---- | -------------- | --------- | --------- |
| 1    | Erik Breukink  | Panasonic | 55h09'03" |
| 2    | Stephen Roche  | Fagor     | a 46"     |
| 3    | Laurent Fignon | Super U   | a 1'01"   |

### 13ª tappa
- 2 giugno: Padova > Tre Cime di Lavaredo – 207 km

Risultati
| Pos. | Corridore      | Squadra      | Tempo    |
| ---- | -------------- | ------------ | -------- |
| 1    | Luis Herrera   | Café de Col. | 5h34'41" |
| 2    | Laurent Fignon | Super U      | a 1'00"  |
| 3    | Erik Breukink  | Panasonic    | a 1'04"  |

| Pos. | Corridore      | Squadra   | Tempo     |
| ---- | -------------- | --------- | --------- |
| 1    | Erik Breukink  | Panasonic | 60h44'04" |
| 2    | Laurent Fignon | Super U   | a 53"     |
| 3    | Stephen Roche  | Fagor     | a 1'32"   |

### 14ª tappa
- 3 giugno: Misurina > Corvara in Badia – 131 km

Risultati
| Pos. | Corridore       | Squadra  | Tempo    |
| ---- | --------------- | -------- | -------- |
| 1    | Flavio Giupponi | Malvor   | 4h07'00" |
| 2    | Laurent Fignon  | Super U  | a 5"     |
| 3    | Andrew Hampsten | 7-Eleven | a 8"     |

| Pos. | Corridore       | Squadra  | Tempo     |
| ---- | --------------- | -------- | --------- |
| 1    | Laurent Fignon  | Super U  | 64h52'36" |
| 2    | Flavio Giupponi | Malvor   | a 1'50"   |
| 3    | Andrew Hampsten | 7-Eleven | a 2'31"   |

### 15ª tappa - 1ª semitappa
- 4 giugno:  Corvara in Badia > Trento – 131 km

Risultati
| Pos. | Corridore            | Squadra    | Tempo    |
| ---- | -------------------- | ---------- | -------- |
| 1    | Jean-Paul van Poppel | Panasonic  | 3h04'24" |
| 2    | Alessio Di Basco     | Pepsi Cola | s.t.     |
| 3    | Adriano Baffi        | Ariostea   | s.t.     |

| Pos. | Corridore       | Squadra  | Tempo |
| ---- | --------------- | -------- | ----- |
| 1    | Laurent Fignon  | Super U  |       |
| 2    | Flavio Giupponi | Malvor   |       |
| 3    | Andrew Hampsten | 7-Eleven |       |

### 15ª tappa - 2ª semitappa
- 4 giugno: Trento > Trento – 83,2 km

Risultati
| Pos. | Corridore            | Squadra   | Tempo    |
| ---- | -------------------- | --------- | -------- |
| 1    | Lech Piasecki        | Malvor    | 2h08'21" |
| 2    | Luca Gelfi           | Del Tongo | s.t.     |
| 3    | Francesco Rossignoli | Fagor     | s.t.     |

| Pos. | Corridore       | Squadra  | Tempo     |
| ---- | --------------- | -------- | --------- |
| 1    | Laurent Fignon  | Super U  | 70h07'39" |
| 2    | Flavio Giupponi | Malvor   | a 1'50"   |
| 3    | Andrew Hampsten | 7-Eleven | a 2'31"   |

### 16ª tappa
- 5 giugno: Trento > Santa Caterina di Valfurva  -  annullata

Risultati
|      | \| Pos. \| Corridore \| Squadra \| Tempo \| \| ---- \| --------------- \| -------- \| --------- \| \| 1 \| Laurent Fignon \| Super U \| 70h07'39" \| \| 2 \| Flavio Giupponi \| Malvor \| a 1'50" \| \| 3 \| Andrew Hampsten \| 7-Eleven \| a 2'31" \| |          |           |
| Pos. | Corridore | Squadra  | Tempo     |
| 1    | Laurent Fignon | Super U  | 70h07'39" |
| 2    | Flavio Giupponi | Malvor   | a 1'50"   |
| 3    | Andrew Hampsten | 7-Eleven | a 2'31"   |

### 17ª tappa
- 6 giugno: Sondrio > Meda – 137 km

Risultati
| Pos. | Corridore       | Squadra      | Tempo    |
| ---- | --------------- | ------------ | -------- |
| 1    | Phil Anderson   | TVM          | 3h44'25" |
| 2    | Gianni Bugno    | Chateau d'Ax | a 4"     |
| 3    | Moreno Argentin | Gewiss       | s.t.     |

| Pos. | Corridore       | Squadra  | Tempo     |
| ---- | --------------- | -------- | --------- |
| 1    | Laurent Fignon  | Super U  | 73h52'19" |
| 2    | Flavio Giupponi | Malvor   | a 1'50"   |
| 3    | Andrew Hampsten | 7-Eleven | a 2'31"   |

### 18ª tappa
- 7 giugno: Mendrisio (CHE) > Monte Generoso (CHE) – cronometro individuale – 10,7  km

Risultati
| Pos. | Corridore       | Squadra      | Tempo  |
| ---- | --------------- | ------------ | ------ |
| 1    | Luis Herrera    | Café de Col. | 28'30" |
| 2    | Ivan Ivanov     | Alfa Lum     | a 19"  |
| 3    | Andrew Hampsten | 7-Eleven     | a 35"  |

| Pos. | Corridore       | Squadra  | Tempo     |
| ---- | --------------- | -------- | --------- |
| 1    | Laurent Fignon  | Super U  | 74h22'34" |
| 2    | Flavio Giupponi | Malvor   | a 1'16"   |
| 3    | Andrew Hampsten | 7-Eleven | a 1'21"   |

### 19ª tappa
- 8 giugno: Meda > Tortona – 198 km

Risultati
| Pos. | Corridore        | Squadra      | Tempo    |
| ---- | ---------------- | ------------ | -------- |
| 1    | Jesper Skibby    | TVM          | 5h21'36" |
| 2    | Massimo Ghirotto | Carrera      | s.t.     |
| 3    | Franco Vona      | Chateau d'Ax | s.t.     |

| Pos. | Corridore       | Squadra  | Tempo     |
| ---- | --------------- | -------- | --------- |
| 1    | Laurent Fignon  | Super U  | 79h44'13" |
| 2    | Flavio Giupponi | Malvor   | a 1'16"   |
| 3    | Andrew Hampsten | 7-Eleven | a 1'21"   |

### 20ª tappa
- 9 giugno: Voghera > La Spezia – 220 km

Risultati
| Pos. | Corridore          | Squadra   | Tempo    |
| ---- | ------------------ | --------- | -------- |
| 1    | Laurent Fignon     | Super U   | 6h10'50" |
| 2    | Maurizio Fondriest | Del Tongo | s.t.     |
| 3    | Phil Anderson      | TVM       | s.t.     |

| Pos. | Corridore       | Squadra  | Tempo     |
| ---- | --------------- | -------- | --------- |
| 1    | Laurent Fignon  | Super U  | 85h54'53" |
| 2    | Flavio Giupponi | Malvor   | a 1'26"   |
| 3    | Andrew Hampsten | 7-Eleven | a 1'31"   |

### 21ª tappa
- 10 giugno: La Spezia > Prato – 216 km

Risultati
| Pos. | Corridore          | Squadra      | Tempo    |
| ---- | ------------------ | ------------ | -------- |
| 1    | Gianni Bugno       | Chateau d'Ax | 6h26'50" |
| 2    | Claude Criquielion | Hitachi      | a 46"    |
| 3    | Laurent Fignon     | Super U      | s.t.     |

| Pos. | Corridore       | Squadra  | Tempo     |
| ---- | --------------- | -------- | --------- |
| 1    | Laurent Fignon  | Super U  | 92h22'21" |
| 2    | Flavio Giupponi | Malvor   | a 1'34"   |
| 3    | Andrew Hampsten | 7-Eleven | a 1'39"   |

### 22ª tappa
- 11 giugno: Prato > Firenze – cronometro individuale – 53,8 km

Risultati
| Pos. | Corridore       | Squadra | Tempo    |
| ---- | --------------- | ------- | -------- |
| 1    | Lech Piasecki   | Malvor  | 1h05'34" |
| 2    | Greg LeMond     | ADR     | a 1'03"  |
| 3    | Flavio Giupponi | Malvor  | a 2'05"  |

| Pos. | Corridore       | Squadra  | Tempo     |
| ---- | --------------- | -------- | --------- |
| 1    | Laurent Fignon  | Super U  | 93h30'16" |
| 2    | Flavio Giupponi | Malvor   | a 1'15"   |
| 3    | Andrew Hampsten | 7-Eleven | a 2'46"   |

## Classifiche finali

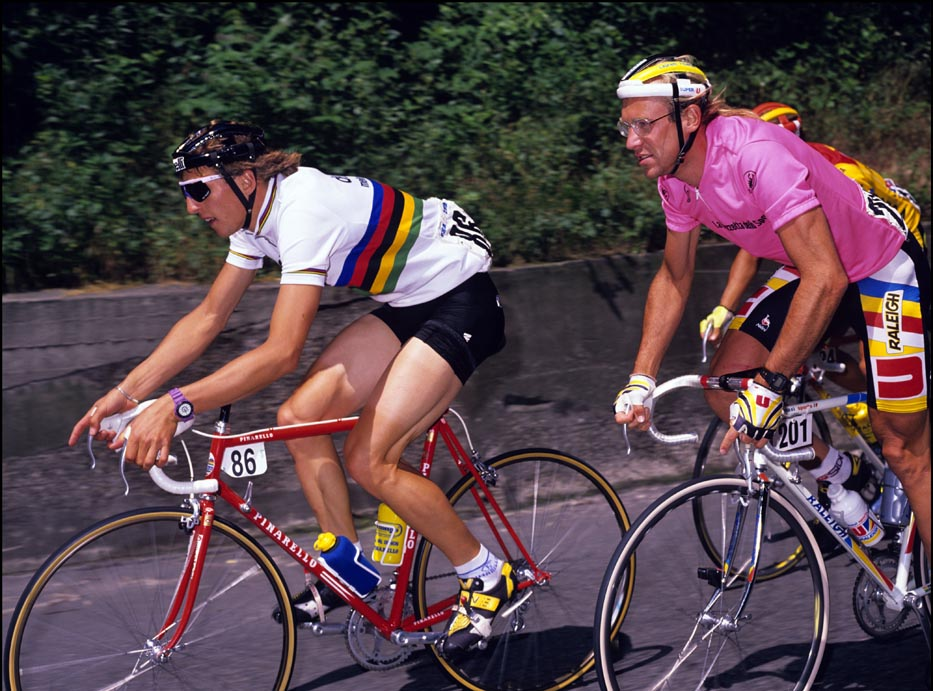
Maurizio Fondriest (in maglia iridata) e Laurent Fignon (in rosa) durante il Giro 1989

### Classifica generale - Maglia rosa
| Pos. | Corridore          | Squadra     | Tempo     |
| ---- | ------------------ | ----------- | --------- |
| 1    | Laurent Fignon     | Super U     | 93h30'16" |
| 2    | Flavio Giupponi    | Malvor-Sidi | a 1'15"   |
| 3    | Andrew Hampsten    | 7-Eleven    | a 2'46"   |
| 4    | Erik Breukink      | Panasonic   | a 5'02"   |
| 5    | Franco Chioccioli  | Del Tongo   | a 5'43"   |
| 6    | Urs Zimmermann     | Carrera     | a 6'28"   |
| 7    | Claude Criquielion | Hitachi     | a 6'34"   |
| 8    | Marco Giovannetti  | Seur        | a 7'44"   |
| 9    | Stephen Roche      | Fagor-MBK   | a 7'44"   |
| 10   | Marino Lejarreta   | Caja Rural  | a 8'09"   |

### Classifica a punti - Maglia ciclamino
| Pos. | Corridore          | Squadra      | Punti |
| ---- | ------------------ | ------------ | ----- |
| 1    | Giovanni Fidanza   | Chateau d'Ax | 172   |
| 2    | Laurent Fignon     | Super U      | 139   |
| 3    | Erik Breukink      | Panasonic    | 128   |
| 4    | Maurizio Fondriest | Del Tongo    | 116   |
| 5    | Acácio da Silva    | Carrera      | 111   |

### Classifica scalatori - Maglia verde
| Pos. | Corridore        | Squadra       | Punti |
| ---- | ---------------- | ------------- | ----- |
| 1    | Luis Herrera     | Café de Col.  | 70    |
| 2    | Stefano Giuliani | Jolly Compon. | 38    |
| 3    | Henry Cárdenas   | Café de Col.  | 34    |
| 3    | Jure Pavlič      | Carrera       | 34    |
| 5    | Flavio Giupponi  | Malvor-Sidi   | 28    |

### Classifica giovani - Maglia bianca
| Pos. | Corridore          | Squadra   | Tempo     |
| ---- | ------------------ | --------- | --------- |
| 1    | Volodymyr Pulnikov | Alfa Lum  | 93h40'06" |
| 2    | Pëtr Ugrjumov      | Alfa Lum  | a 4'37"   |
| 3    | Luca Gelfi         | Del Tongo | a 27'49"  |
| 4    | Jos van Aert       | Hitachi   | a 31'00"  |
| 5    | Jure Pavlič        | Carrera   | a 39'24"  |

### Classifica intergiro - Maglia azzurra
| Pos. | Corridore          | Squadra     | Tempo     |
| ---- | ------------------ | ----------- | --------- |
| 1    | Jure Pavlič        | Carrera     | 49h50'00" |
| 2    | Laurent Fignon     | Super U     | a 4'07"   |
| 3    | Claude Criquielion | Hitachi     | a 4'24"   |
| 4    | Flavio Giupponi    | Malvor-Sidi | a 4'32"   |
| 5    | Jesper Skibby      | TVM         | a 4'54"   |

### Classifica a squadre
| Pos. | Squadra                   | Punti      |
| ---- | ------------------------- | ---------- |
| 1    | Fagor-MBK                 | 291h10'15" |
| 2    | Caja Rural                | a 13'27"   |
| 3    | Alfa Lum-STM              | a 16'37"   |
| 4    | Seur                      | a 16'37"   |
| 5    | Del Tongo-Mele Val di Non | a 20'35"   |